# Orion-Molekülwolkenkomplex

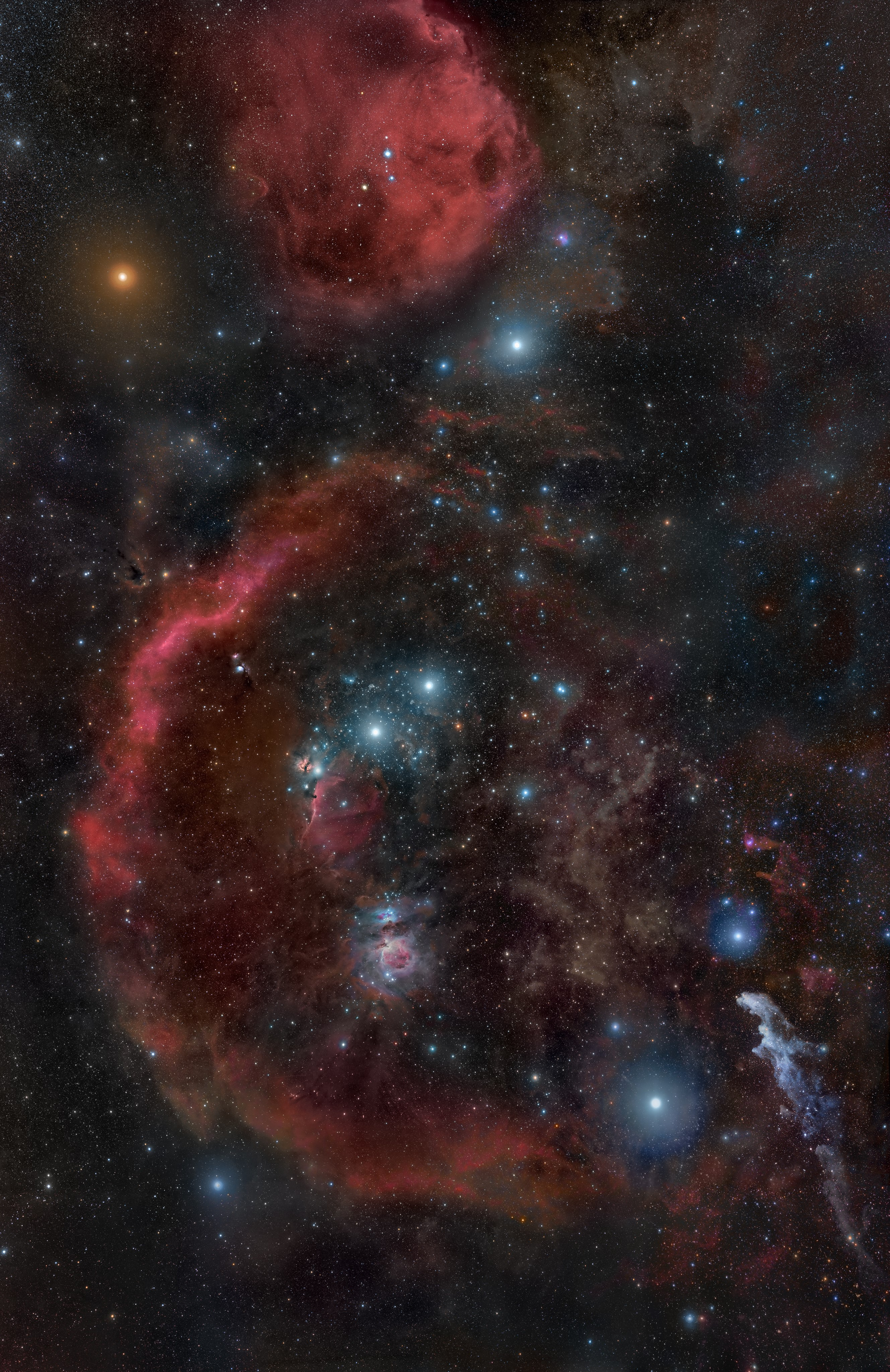
Das Sternbild Orion mit einem Teil des Orion-Molekülwolkenkomplexes. Der gesamte Komplex ist größer als der Bildausschnitt.

Der Orion-Molekülwolkenkomplex (kurz: Orion-Komplex) ist ein gewaltiger Komplex aus Molekülwolken. Er steht am Nachthimmel im Sternbild Orion. Er ist zwischen ungefähr 1000 und 1500 Lichtjahre von unserem Sonnensystem entfernt – eine Entfernungsangabe aus der Literatur ist ca. 414 Parsec, das sind 1350 Lichtjahre – und ist mehrere hundert Lichtjahre groß. Seine Gesamtmasse wird auf etwa 300.000 Sonnenmassen geschätzt.
Der Orion-Molekülwolkenkomplex gilt seinerseits als Teil des Orion-Monoceros-(Molekülwolken)komplexes. Zu Letzterem gehört außerdem die Riesenmolekülwolke Monoceros R2 im benachbarten Sternbild Einhorn. Der gesamte Komplex befindet sich – wie das Sonnensystem selbst – im Orionarm der Milchstraße.

## Beobachtung
Die meisten Bestandteile des Orion-Molekülwolkenkomplexes sind im Spektralbereich des sichtbaren Lichts kaum feststellbar. Er leuchtet vor allem in infraroten Wellenlängen und kann durch Infrarotastronomie sowie durch die Messung von begleitenden Spurengasen wie Kohlenmonoxid astronomisch untersucht werden. Er enthält auch Dunkelnebel, Emissionsnebel und Reflexionsnebel, die mit Ferngläsern und kleinen Teleskopen beobachtet werden können, manche Objekte wie der Orionnebel sind sogar mit bloßem Auge sichtbar.

## Regionen und Objekte

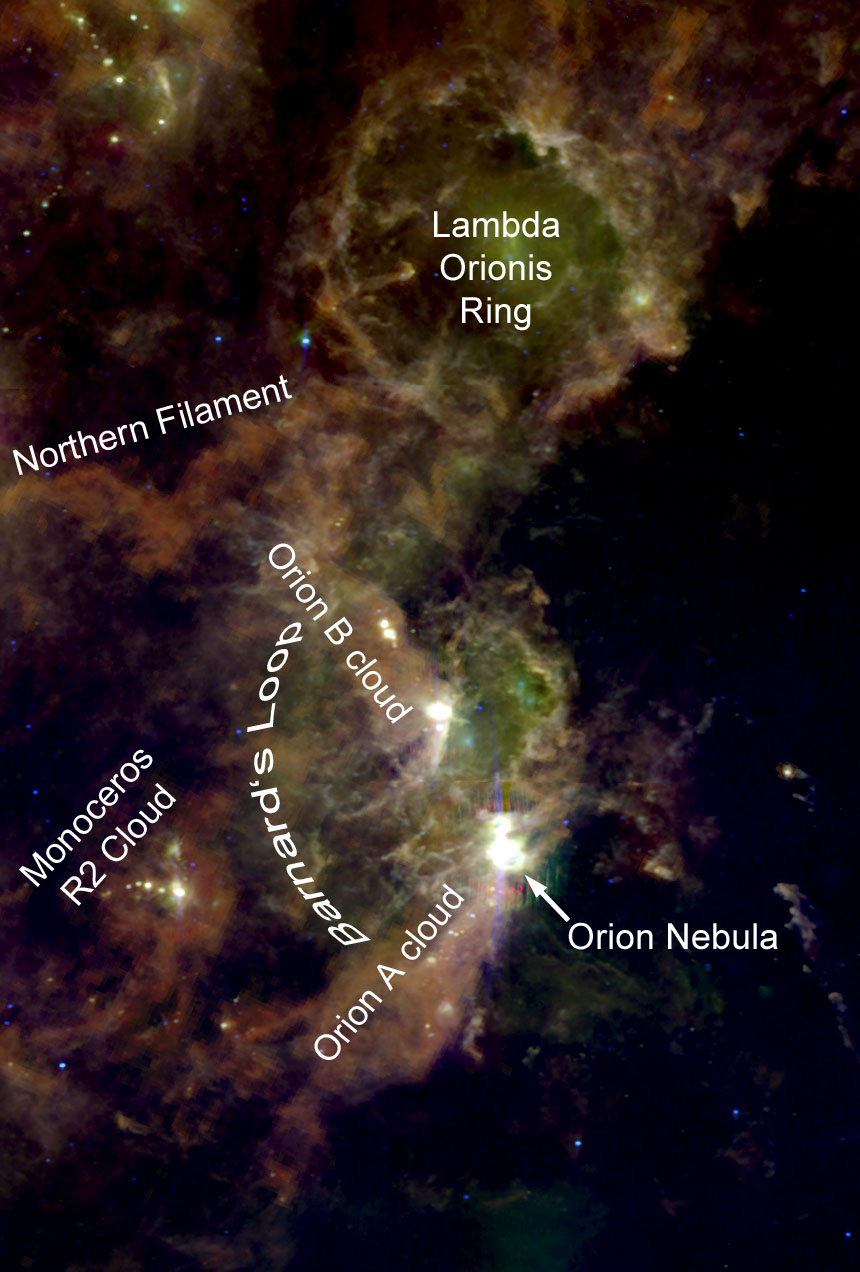
Diese Karte zeigt die Lage von Orion A mit dem Orionnebel, Orion B, Barnard’s Loop, das Northern Filament und den Lambda-Orionis-Ring sowie Monoceros R2. Für dieses Bild wurden Aufnahmen des Weltraumteleskops IRAS (1983) mit denen anderer Teleskope vereinigt, die interstellares Kohlenmonoxid aufzeichneten.

Der Orion-Molekülwolkenkomplex ist ein Gebilde gravitativ gebundener Riesenmolekülwolken (englische Abkürzung: GMC), ein sogenannter GMC-Komplex. Er ist der dem Sonnensystem nächstgelegene GMC-Komplex und enthält unter anderem die beiden Riesenmolekülwolken Orion A und Orion B. Jede davon hat eine Größe von etwa 100 Lichtjahren und etwa 100.000 Sonnenmassen. Sie gehören zu den aktivsten nahen Sternentstehungsgebieten am Nachthimmel. Sie beherbergen protoplanetare Scheiben und junge Sterne, die nicht älter als 12 Millionen Jahre sind. Auch in der Umgebung des Sterns Meissa (λ Orionis), der Orions Kopf markiert, gibt es eine Population junger Sterne.
Im Orion-Molekülwolkenkomplex gibt es außerdem auch vergleichsweise ältere Sterne, die jedoch nicht mehr mit den Molekülwolken assoziiert sind. Zu diesen gehören unter anderem die drei Sterne des Oriongürtels (im Gebiet Orion OB1b) sowie die Sterngruppe nordwestlich davon (Orion OB1a).
Zu den Regionen und Objekten des Komplexes gehören die folgenden:
- Die Riesenmolekülwolke Orion A
  - Die Orion Molecular Cloud 1 (OMC-1)
    - Das H-II-Gebiet Orionnebel (M 42, ein Teil des Schwertes des Orions)
      - Der Kleinmann-Low-Nebel, das Zentrum des Orionnebels
      - HH1 und HH2, die ersten erkannten Herbig-Haro-Objekte[3]

    - Das H-II-Gebiet M 43, das an den Orionnebel angrenzt
    - Das 1967 entdeckte Becklin–Neugebauer-Objekt, vermutlich ein Protostern

  - Die Orion Molecular Cloud 2 (OMC-2)
  - Die Orion Molecular Cloud 3 (OMC-3)
  - Die Orion Molecular Cloud 4 (OMC-4)
  - Das H-II-Gebiet Sh2-279 (mit dem Reflexionsnebel „The Running Man Nebula“, ein Teil des Schwertes des Orions)
  - Der offene Sternhaufen mit Gasnebel NGC 1980 (ein Teil des Schwertes des Orions)
  - Der offene Sternhaufen NGC 1981
  - Der Reflexionsnebel NGC 1999 (Schlüsselloch-Nebel)
  - Der Dunkelnebel LDN 1641
  - HH34, ein Herbig-Haro-Objekt mit symmetrischen Bugstoßwellen
- Die Riesenmolekülwolke Orion B
  - Der Flammennebel (NGC 2024)
  - Der Emissionsnebel IC 434, der den Pferdekopfnebel hinterleuchtet und so sichtbar macht
  - Der Pferdekopfnebel (Barnard 33), Teil einer Dunkelwolke
  - Der Reflexionsnebel M 78 (NGC 2068)
  - McNeils Nebel, ein 2004 entdeckter variabler Nebel nahe M 78
  - Die Orion East Cloud (LDN 1621 und LDN 1622)
  - HH24, HH25 und HH26, drei Herbig-Haro-Objekte
  - HH111, eines der bekanntesten Herbig-Haro-Objekte
- Das Northern Filament
- Die Sternassoziation (OB-Assoziation) Orion OB1
  - Der Oriongürtel (drei sehr helle Sterne in einer Sternreihe)
  - Das System Sigma Orionis aus fünf Sternen
  - Das System 25 Orionis
- Der O-förmige Ring Sh2-264 um den Kopf des Orions (Sharpless 264, Lambda-Orionis-Ring)[4]
  - Der offene Sternhaufen Collinder 69 aus etwa 40 Sternen, darunter Meissa (auch λ-Orionis-Haufen genannt)
  - Die Dunkelwolke Barnard 30
  - Die Dunkelwolke Barnard 35
- Die Orion-Eridanus-Superblase
  - Der große, O-förmige Emissionsnebel Barnard’s Loop (Sh2-276)
  - Eridanus Loop (Sh2-245)

Eine vollständigere Liste findet sich zum Beispiel in Maddalena et al. (1986) Tabelle 1.

## Möglicher Ursprung
Der Vorgänger des Orion-Monoceros-Komplexes könnte sich gebildet haben, als vor etwa 60 Millionen Jahren eine riesige Gaswolke aus der südlichen galaktischen Hemisphäre kommend mit hoher Geschwindigkeit auf die Milchstraßenebene traf und dabei in Fragmente zerrissen wurde. Gezeitenkräfte zwingen die Fragmente dazu, bezogen auf die galaktische Scheibe zu oszillieren. Nach einem Durchlauf sind die Fragmente nun wieder etwa 150 Parsec (etwa 9°) unter der Milchstraßenebene. Diese Entstehungshypothese deckt sich unter anderem mit bestimmten gemessenen Geschwindigkeitsmustern des Komplexes. Allerdings zeigen die Geschwindigkeitsmuster starke Turbulenzen und unterliegen auch anderen Einflussfaktoren wie Sternwinden, so dass sie entsprechend kompliziert zu deuten sind.